# Trency Jackson
Trency Jackson (ur. 16 lipca 1992 w Jackson) – amerykański koszykarz, występujący na pozycjach rozgrywającego oraz rzucającego obrońcy, aktualnie bez klubu.
W sierpniu 2015 roku został zawodnikiem zespołu Start Lublin, z którego odszedł w grudniu tego samego roku. W jego barwach rozegrał 8 spotkań w Polskiej Lidze Koszykówki, w których zdobywał przeciętnie po 4,4 punktu, 1,6 asysty i 1,5 zbiórki na mecz.

## Osiągnięcia
College
- Finalista NJCAA (2012)[3]
- Zaliczony do składów[3]:
  - NJCAA Region 8 All-Tournament Team (2012)
  - All-Freshman First Team (2012)
  - All-Panhandle Conference (2012)